# K/DA
K/DA — віртуальна K-pop ґьорл-група, яка складається з чотирьох персонажів League of Legends: Арі, Акалі, Евелінн і Кай'Си. Евелінн і Кай'Са були озвучені американськими співачками Медісон Бір і Джейрой Бернс відповідно. У серпні 2020 року даних учасниць озвучили Беа Міллер і Вулфтіла. Арі і Акалі — учасниці південнокорейської групи I-DLE Мійон і Сойон в обох втіленнях гурту.
K/DA була створена Riot Games, компанією, що стоїть за грою League of Legends. Група вперше виступила на Церемонії відкриття фіналу Чемпіонату світу по League of Legends 2018 з дебютною піснею «Pop/Stars».
«Pop/Stars» зайняла перше місце в хіт-параді World Digital Songs Billboard, таким чином K/DA стала четвертою жіночою K-pop групою, яка очолила цей чарт. Попередній сингл «The Baddest», випущений в серпні 2020 року, також зайняв 1 місце в цьому хіт-параді.

## Концепція і створення групи
Назва «K/DA» — це внутрішньоігровий термін в League of Legends, що показує співвідношення вбивств та сприяння гравця до смертей. Створення K/DA було частково засноване на бажанні розробників Riot Games «бачити свою компанію в майбутньому як повноцінний музичний лейбл теж». Тоа Данн, глава музичного підрозділу Riot, в інтерв'ю Variety сказав, що «[K/DA] був задіяним музичним проєктом, який ми коли-небудь робили».
Патрік Моралес (відповідальний за музичний кліп, Pop/Stars), Джанель Хіменес (провідний дизайнер скінів K/DA) і Тоа Данн (глава музичного підрозділу Riot) були головними творцями K/DA. Хореографами були призначені Еллен Кім, Бейлі Сік, Стіві Доре і Ейлін Харман. Південнокорейська жіноча група 4Minute стала джерелом натхнення для K/DA. Для виконання пісні «Pop/Stars» на початку була запрошена Медісон Бір, а потім — Джейра Бернс. Оскільки багато працівників у Riot були шанувальниками I-DLE, Мі-йон і Со-йон також були залучені в проєкт.

## Кар'єра

### 2018: Поява на чемпіонаті світу по League of Legends з «Pop/Stars»
K/DA були представлені на Церемонії відкриття Чемпіонату Світу по League of Legends 2018 в Інчхоні 3 листопада 2018 року з їхньою дебютною піснею «Pop/Stars». Це двомовна пісня з впливом корейської та американської поп-музики. Під час церемонії Бір, Бернс, Мі-йон і Со-йон виконали «Pop/Stars» на сцені, в той час як персонажі, яких вони озвучували, співали і танцювали поруч з ними в доповненій реальності.
За словами Себастьена Наджанда, який склав «Pop/Stars», спочатку була випробувана повністю англійська демо-версія пісні, потім у пісню додали більше корейської мови. Патрік Моралес, креативний лідер музичного кліпу «Pop/Stars», сказав, що хотів, щоб K/DA існував «десь між фантазією та реальністю». Команда не була впевнена в тому, який тип музики буде найбільш підходящим для групи, через велику різноманітність у жанрі поп-музики. Врешті-решт вони вирішили відмовитися від милого образу на користь чогось «сучасного і гострого».

### 2020:The Baddest, дебютний мініальбомAll Out
20 серпня K/DA відкрили офіційні акаунти в Twitter і Instagram. Одночасно з цим Riot Games представили логотип K/DA, що включав дату камбека і назву нової передрелізної пісні з фразою «YOUTUBE PREMIERE 8.27.2020 12 PM PT #KDA #CALLINGALLBLADES #KDAISBACK #COMEBACK #THEBADDEST». Починаючи з 24 серпня, були випущені окремі тизери учасниць K/DA з новою зовнішністю. Напередодні виходу синглу на Shazam-сторінці League of Legends вийшла новина, що Вулфтила і Беа Міллер озвучать Кай'Су і Евелінн відповідно. Однак не було роз'яснено, чому Бернс і Бір не повторили озвучування Кай'Си і Евелінн
2 жовтня на своєму офіційному твіттер-акаунті K/DA повідомили, що їхній дебютний мініальбом вийде 6 листопада під назвою All Out. 28 жовтня відбувся реліз пісні «More» за участю Медісон Бір, Джейри Бернс, Со-йон, Мі-йон і китайської співачки Лексі Лю, яка озвучила Серафіну, нового чемпіона League of Legends.

## Учасники
K/DA складається з чотирьох персонажів гри League of Legends:
Арі (озвучує Мі-йон) — дев'ятихвостий лисячий маг і один з найпопулярніших персонажів в League of Legends. В K/DA Арі виступає в якості одного з двох головних вокалістів. За словами Мійон, вона почала більше дізнаватися про Лізі і фактично грала в цю гру як Арі, щоб краще зрозуміти характер персонажа.
Акалі (озвучує Со-йон) — в грі ніндзя-вбивця. В K/DA Акалі займає позицію репера. Сойон сказала, що вона намагалася «відчувати себе як Акалі і рухатися, ніби я була Акалі» під час захоплення рухів для зйомок «Pop/Stars».
Евелінн (озвучена Медісон Бір в «Pop/Stars», Беа Міллер в «The Baddest») — невидимий сукуб-вбивця. У групі Евелінн виступає в якості головної вокалістки.
Кай'Са (озвучена Джейрой Бернс в «Pop/Stars», Вулфтилой в «The Baddest») — порівняно новий персонаж в грі. В K/DA Кай'Са — головний танцюрист.
Серафіна (озвучена Лексі Лю в «More») — новий персонаж гри, її дебютною піснею в K/DA стала «More», випущена 28 жовтня 2020 року
Персонажі були обрані з списку персонажів Ліги на основі того, чи будуть гравці реально бачити в них «поп-зірок». За словами Патріка Моралеса, Арі була першим персонажем, обраним для K/DA, оскільки вона вже брала участь у музичному проєкті Ліги ще в 2013 році. У той час як Арі була «красивим, чарівним лідером», Евелінн була включена в групу, щоб контрастувати з Арі «будучи дикою і провокаційною дівою групи». Оскільки персонаж Акалі весь час перероблявся, Моралес вирішив включити її в групу, бо йому подобався «бунтівний дух» персонажа. Кай'Са була додана в групу за рекомендацією провідного дизайнера скінів Джанель Хіменес, оскільки їй потрібен був «сильний, але мовчазний одинак, який виражав би себе на сцені через свої рухи».

## Дискографія

### Мініальбоми
| Назва   | Деталі альбому                                                               | Пікові позиції у чартах | Пікові позиції у чартах | Пікові позиції у чартах | Пікові позиції у чартах | Пікові позиції у чартах | Пікові позиції у чартах |
| Назва   | Деталі альбому                                                               | CAN                     | FRA                     | NZ                      | SPA                     | US                      | US World                |
| ------- | ---------------------------------------------------------------------------- | ----------------------- | ----------------------- | ----------------------- | ----------------------- | ----------------------- | ----------------------- |
| All Out | - Реліз: 6 листопада 2020 - Лейбл: Riot Games - Формат: цифрове завантаження | 65                      | 186                     | 36                      | 54                      | 175                     | 5                       |

### Сингли
| Назва                                                                   | Рік  | Пікові позиції у чартах | Пікові позиції у чартах | Пікові позиції у чартах | Пікові позиції у чартах | Пікові позиції у чартах | Пікові позиції у чартах | Пікові позиції у чартах | Пікові позиції у чартах | Пікові позиції у чартах | Продажі      | Сертифікації     | Альбом            |
| Назва                                                                   | Рік  | CAN Dig.                | FRA Dig.                | KOR                     | MYS                     | NZ Hot.                 |                         |                         |                         |                         | Продажі      | Сертифікації     | Альбом            |
| Назва                                                                   | Рік  | CAN Dig.                | FRA Dig.                | KOR                     | MYS                     | NZ Hot.                 | UK Dig.                 | UK Indie                | US Dig.                 | US World                | Продажі      | Сертифікації     | Альбом            |
| ----------------------------------------------------------------------- | ---- | ----------------------- | ----------------------- | ----------------------- | ----------------------- | ----------------------- | ----------------------- | ----------------------- | ----------------------- | ----------------------- | ------------ | ---------------- | ----------------- |
| «Pop/Stars» (with I-dle, Madison Beer and Jaira Burns)                  | 2018 | 30                      | 86                      | 39                      | 16                      | 6                       | 75                      | 17                      | 30                      | 1                       | - США: 9,000 | - RIAA: Platinum | Сингл без альбому |
| «The Baddest» (with I-dle, Bea Miller and Wolftyla)                     | 2020 | 30                      | —                       | 178                     | 16                      | 6                       | 74                      | 18                      | 28                      | 1                       | Н/Д          |                  | All Out           |
| «More» (with Madison Beer, I-dle, Lexie Liu, Jaira Burns and Seraphine) | 2020 | 48                      | —                       | —                       | 18                      | 9                       | —                       | 23                      | —                       | 1                       | Н/Д          |                  | All Out           |

### Інші пісні у чартах
| Назва                                                     | Рік  | Пікові позиції у чартах | Пікові позиції у чартах | Альбом  |
| Назва                                                     | Рік  | NZ Hot.                 | US World                | Альбом  |
| --------------------------------------------------------- | ---- | ----------------------- | ----------------------- | ------- |
| «Villain» (with Madison Beer and Kim Petras)              | 2020 | 21                      | 5                       | All Out |
| «Drum Go Dum» (with Aluna, Wolftyla and Bekuh Boom)       | 2020 | 25                      | 6                       | All Out |
| «I'll Show You» (with Twice, Bekuh Boom and Annika Wells) | 2020 | 38                      | 10                      | All Out |

## Вплив і оцінки
K/DA досягли значної популярності як всередині товариства League of Legends, так і за його межами. Аарон Мікунас для Dot Esports зазначив: «Для K/DA не зайняло багато часу повністю захопити фанатську спільноту гри. Учасниць групи обговорювали по всьому Reddit, Twitter та форумах гри». «Pop/Stars» досягла 1-го місця у Світовому чарті продажів цифрових пісень Billboard у листопаді 2018 року. K/DA стали четвертою жіночою K-pop групою, яка це зробила, і лише п'ятим жіночим артистом в цілому. Згідно з Nielsen Music, пісня розійшлася тиражем у 9000 копій протягом свого першого тижня.
Музичне відео «Pop/Stars» отримало 5 мільйонів переглядів протягом 24 годин після завантаження на YouTube, побивши рекорд найбільш перегляданого дебютного кліпу k-pop гурту, що належав «La Vie en Rose» південнокорейсько-японської ґьорл-групи IZ*ONE. Відео продовжувало набирати перегляди, отримавши понад 13 мільйонів переглядів протягом 48 годин. 2 квітня 2019 року музичне відео набрало 200 мільйонів переглядів.
Передрелізний сингл «The Baddest», випущений в серпні 2020 року, також зайняв 1 місце в Світовому чарті продажів цифрових пісень Billboard за серпень.
Стівен Асарч з Newsweek порівняв K/DA з популярним k-pop гуртом Blackpink. Лукас Лок'єр з Dazed назвав K/DA сумішшю Girls Generation, Little Mix і Hatsune miku.

## Нагороди та номінації
| Рік  | Премія                                      | Категорія                     | Результат     | Номінант / робота | Прим.         |
| ---- | ------------------------------------------- | ----------------------------- | ------------- | ----------------- | ------------- |
| 2019 | 17-й Annual Game Network Audio Guild Awards | Краща оригінальна пісня       | «Pop/Stars»   | Номінація         | [ 40 ]        |
| 2019 | 11-й Shorty Awards                          | Найкращі в грі                | «Pop/Stars»   | Перемога          | [ 41 ]        |
| 2020 | QQ Music Boom Boom Awards                   | Best Visual Idol              | K/DA          | Перемога          | [ 42 ]        |
| 2021 | Hollywood Music in Media Awards             | Outstanding Song – Video Game | «The Baddest» | Перемога          | [ 43 ] [ 44 ] |
| 2021 | Game Audio Network Guild Awards             | Best Original Song            | «More»        | Перемога          | [ 45 ]        |
| 2021 | 13th Shorty Awards                          | Best in Games                 | «More»        | У фіналі          | [ 46 ]        |
| 2021 | 13th Shorty Awards                          | Best in Video                 | «More»        | Gold              | [ 46 ]        |
| 2021 | 25th Webby Awards                           | Video – Music (Branded)       | «More»        | Перемога          | [ 47 ]        |

## Нотатки
1. ↑  Пісня «More» не потрапила у Gaon Digital Chart, але посіла 96 місце у Gaon Download Chart[32].